# UCI Africa Tour 2007
Die UCI Africa Tour ist der vom Weltradsportverband UCI zur Saison 2005 eingeführte afrikanische Straßenradsport-Kalender unterhalb der UCI ProTour.
Die Eintagesrennen und Etappenrennen der UCI Africa Tour sind in drei Kategorien (HC, 1 und 2) eingeteilt.

## Gesamtstand
(Stand: 30. Oktober 2007)
| Platz | Fahrer               |                                 | Punkte |
| ----- | -------------------- | ------------------------------- | ------ |
| 1.    | Hassen Ben Nasser *  |                                 | 232    |
| 2.    | Fethi Ahmed Atunsi   | Libysch-Arabische Dschamahirija | 168    |
| 3.    | Ahmed Mohammed Ali * | Libysch-Arabische Dschamahirija | 146    |
| 4.    | Daniel Spence        |                                 | 141    |
| 5.    | Malcolm Lange        |                                 | 136    |
| 6.    | Ayman Ben Hassine    |                                 | 132    |
| 7.    | Ján Šipeky           |                                 | 128    |
| 8.    | David George         |                                 | 114    |
| 9.    | Aymen Berini         |                                 | 112    |
| 9.    | Abdelatif Saadoune   |                                 | 112    |
| 11.   | Adil Jelloul         |                                 | 111    |
| 12.   | Nicholas White       |                                 | 109    |
| 13.   | Darren Lill          |                                 | 106    |
| 14.   | Waylon Woolcock      |                                 | 100    |
| 15.   | Daryl Impey          |                                 | 96     |
| 16.   | Frédéric Geminiani   |                                 | 88     |
| 17.   | Neil MacDonald       |                                 | 86     |
| 18.   | Flavien Chipault *   |                                 | 84     |
| 19.   | Ahmed Rashad         |                                 | 76     |
| 19.   | Saïdou Rouamba       |                                 | 76     |

| Platz | Team                                  |  | Punkte |
| ----- | ------------------------------------- |  | ------ |
| 1.    | Barloworld                            |  | 190    |
| 2.    | Dukla Trenčín Merida                  |  | 184    |
| 3.    | Navigators Insurance                  |  | 106    |
| 4.    | Universal Caffè-Ecopetrol             |  | 91     |
| 5.    | Team 3C-Gruppe Lamonta                |  | 57     |
| 6.    | Amore & Vita-McDonald’s               |  | 49     |
| 7.    | Konica Minolta                        |  | 48     |
| 8.    | Continental Team Differdange          |  | 38     |
| 9.    | Moscow Stars                          |  | 34     |
| 10.   | Notebooksbilliger.de                  |  | 30     |
| 11.   | Bretagne-Armor Lux                    |  | 26     |
| 12.   | DHL-Author                            |  | 16     |
| 13.   | Jartazi-Promo Fashion                 |  | 15     |
| 14.   | Chocolade Jacques-Topsport Vlaanderen |  | 11     |
| 15.   | Time-Van Hemert                       |  | 10     |
| 16.   | Perutnina Ptuj                        |  | 8      |
| 17.   | Storez Ledecq Materiaux               |  | 7      |
| 18.   | Wiesenhof-Felt                        |  | 5      |
| 18.   | ASC Dukla Praha                       |  | 5      |
| 20.   | Regiostrom-Senges                     |  | 2      |

* U23-Fahrer

## Rennkalender

### Oktober 2006
|        |  | Rennen                  |  | Sieger            | Team                  |
| 6.–8.  |  | Grand Prix Chantal Biya |  | Flaubert Douanla  | Kamerun               |
| 25.–5. |  | Tour du Faso            |  | David Verdonck    | Bio Avia Mode Markets |
| 30.–6. |  | Tour des Aéroports      |  | Hassen Ben Nasser | Pharmacie Central     |

### November 2006
|         |  | Rennen                            |  | Sieger        | Team          |
| 10.     |  | Afrikameisterschaft Zeitfahren    |  | Robert Hunter | Südafrika     |
| 12.     |  | Afrikameisterschaft Straßenrennen |  | Darren Lill   | Südafrika     |
| 17.–26. |  | Marokko-Rundfahrt                 |  | Ján Šipeky    | Dukla Trenčín |

### Januar
|         |  | Rennen                            |  | Sieger           | Team               |
| 16.–21. |  | La Tropicale Amissa Bongo Ondimba |  | Frédéric Guesdon | Française des Jeux |

### Februar
|         |  | Rennen                        |  | Sieger           | Team                 |
| 8.–14.  |  | Ägypten-Rundfahrt             |  | Waylon Woolcock  | Südafrika            |
| 16.     |  | Grand Prix of Sharm el-Sheikh |  | Ján Šipeky       | Dukla Trenčín Merida |
| 24.–10. |  | Kamerun-Rundfahrt             |  | Flavien Chipault | Le Boulou            |

### März
|         |                                 | Rennen        |                                 | Sieger             | Team            |
| 6.–11.  |                                 | Giro del Capo |                                 | Alexander Jefimkin | Team Barloworld |
| 17.–23. | Libysch-Arabische Dschamahirija | Tour of Libya | Libysch-Arabische Dschamahirija | Ahmed Mohammed Ali | Libyen          |

### April
|        |  | Rennen                          |  | Sieger            | Team              |
| 8.     |  | Grand Prix de la Ville de Tunis |  | Ahmed M'Raihi     |                   |
| 28.–5. |  | Tour de la Pharmacie Centrale   |  | Hassen Ben Nasser | Pharmacie Central |

### Mai
|         |  | Rennen          |  | Sieger         | Team         |
| 14.–20. |  | Boucle du Coton |  | Saïdou Rouamba | Burkina Faso |

### Juni
|        |  | Rennen                         |  | Sieger         | Team                |
| 8.–17. |  | Marokko-Rundfahrt              |  | Nicholas White | Südafrika           |
| 29.    |  | B-Weltmeisterschaft Zeitfahren |  | Ma Haijun      | Volksrepublik China |

### Juli
|    |  | Rennen                            |  | Sieger      | Team    |
| 1. |  | B-Weltmeisterschaft Straßenrennen |  | Ivan Stević | Serbien |

### August
|        |  | Rennen          |  | Sieger       | Team       |
| 30.–8. |  | Tour du Sénégal |  | Adil Jelloul | FRMC-Maroc |

### September
|     |  | Rennen                                   |  | Sieger            | Team        |
| 15. |  | Powerade Dome 2 Dome Cycling Spectacular |  | Jacobus Venter    | Neotel      |
| 26. |  | Weltmeisterschaft Zeitfahren U23         |  | Lars Boom         | Niederlande |
| 27. |  | Weltmeisterschaft Zeitfahren             |  | Fabian Cancellara | Schweiz     |
| 29. |  | Weltmeisterschaft Straßenrennen U23      |  | Peter Velits      | Slowakei    |
| 30. |  | Weltmeisterschaft Straßenrennen          |  | Paolo Bettini     | Italien     |